# Nochize
Nochize ist eine französische Gemeinde mit 101 Einwohnern (Stand: 1. Januar 2022) im Département Saône-et-Loire in der Region Bourgogne-Franche-Comté (vor 2016 Bourgogne). Sie gehört zum Arrondissement Charolles und zum Kanton Paray-le-Monial.

## Geographie
Nochize liegt in der Landschaft Charolais. Nachbargemeinden von Nochize sind Hautefond im Norden, Lugny-lès-Charolles im Osten, Saint-Julien-de-Civry im Südosten, Poisson im Süden und Westen sowie Paray-le-Monial im Nordwesten.

## Bevölkerungsentwicklung
| Jahr                      | 1962 | 1968 | 1975 | 1982 | 1990 | 1999 | 2006 | 2011 | 2016 |
| Einwohner                 | 144  | 111  | 101  | 93   | 95   | 84   | 99   | 93   | 113  |
| Quelle: Cassini und INSEE |      |      |      |      |      |      |      |      |      |

## Sehenswürdigkeiten
- romanische Kirche aus dem 11. Jahrhundert, heute Gemeindesaal
- Schloss Chevenizet, teilweise Reste aus dem 14. Jahrhundert